# Непрекъснатост
Казваме че функцията {\displaystyle f(x)} е непрекъсната в точка {\displaystyle a}, ако границата:
{\displaystyle \displaystyle \lim _{x\to \ a}f(x)=f(a)}
]
Интуитивно, една функция е непрекъсната в даден интервал, ако можем да нарисуваме графиката ѝ без да вдигаме молива от листа.
Ако функцията не е непрекъсната в точка а, казваме че точката а е точка на прекъсване.
Забелязваме, че условието за непрекъснатост налага следните изисквания:
1. Функцията {\displaystyle f(x)} е дефинирана в областта около точка а.
2. Границата {\displaystyle \displaystyle \lim _{x\to \ a}f(x)} съществува.
3. Границата {\displaystyle \displaystyle \lim _{x\to \ a}f(x)=f(a)}
4. Лявата и дясната граница са равни:

{\displaystyle \displaystyle \lim _{x\to \ a+0}f(x)=\lim _{x\to \ a-0}f(x)=f(a)}
Непрекъснатостта на една функция е необходимо, но недостатъчно условие за диференцируемостта на функцията. Обратно, диференцируемостта на дадена функция не е необходимо, но е достатъчно условие за непрекъснатостта на функцията.